# Rhamphostomella costata
Rhamphostomella costata är en mossdjursart som beskrevs av Lorenz 1886. Rhamphostomella costata ingår i släktet Rhamphostomella och familjen Romancheinidae. Inga underarter finns listade i Catalogue of Life.